# Nuda (Garybaldi)
Nuda è l'album di esordio del gruppo italiano di rock progressivo Garybaldi. È stato pubblicato nel 1972 dalla CGD.
Di particolare rilievo la copertina apribile in tre parti realizzata dal disegnatore Guido Crepax, che presenta il personaggio di Bianca, distesa su un prato e circondata da esseri minuscoli che provano ad arrampicarsi sul suo corpo. È ritenuta una delle più belle copertine mai realizzate in Italia.
I brani presenti sono quattro sulla facciata A, mentre la facciata B è occupata da una suite in tre movimenti.

## Tracce

### Lato A
1. Maya desnuda - 6:08
2. Decomposizione, preludio e pace - 1:55
3. 26 febbraio 1700 - 7:20
4. L'ultima graziosa - 5:22

### Lato B
- Moretto da Brescia

1. Goffredo (introduzione) - 6:15
2. Il giardino del re (intermezzo) - 9:16
3. Dolce come sei tu (epilogo) - 5:19

## Formazione
- Bambi Fossati - chitarra acustica, chitarra elettrica, voce
- Lio Marchi - tastiere, pianoforte, organo Hammond, mellotron
- Angelo Traverso - basso
- Maurizio Cassinelli - batteria, timpani, percussioni, armonica a bocca, voce